# أحمد عزيز بسباس
أحمد عزيز بسباس (بالفرنسية: Ahmed Aziz Besbes)‏ ولد في 25 أكتوبر 1994 في أبوظبي (الإمارات العربية المتحدة)، هو مبارز سيف الشيش تونسي متخصص في فردي سيف المبارزة وسيف الشيش. هو أخ المبارزات عزة وسارة وريم وهالة بسباس.

تحصلت على 4 ميداليات ذهبية و1 فضية و4 برونزية في بطولة تونس للمبارزة.

## الميداليات
- الدورات الدولية:
  -  ميدالية فضية في فردي سيف المبارزة للناشئين في دورة 1 نوفمبر (الجزائر العاصمة).
  -  ميدالية برونزية في تتابع سيف المبارزة للفرق للناشئين في بطولة البحر الأبيض المتوسط للمبارزة 2014 (كيافاري).
  -  ميدالية برونزية في تتابع سيف المبارزة للفرق للناشئين في بطولة البحر الأبيض المتوسط للمبارزة 2013 (الجزائر العاصمة).
- بطولة تونس للمبارزة:
  -  ميدالية فضية في سيف المبارزة للفرق للرجال في بطولة تونس للمبارزة 2015 (تونس العاصمة).
  -  ميدالية ذهبية في سيف المبارزة للفرق للرجال في بطولة تونس للمبارزة 2014 (تونس العاصمة).
  -  ميدالية برونزية في فردي سيف المبارزة للرجال في بطولة تونس للمبارزة 2014 (تونس العاصمة).
  -  ميدالية ذهبية في فردي التتابع للرجال في بطولة تونس للمبارزة 2013 (نابل).
  -  ميدالية برونزية سيف المبارزة للفرق للرجال في بطولة تونس للمبارزة 2013 (تونس العاصمة).
  -  ميدالية ذهبية في فردي التتابع للرجال للرجال في بطولة تونس للمبارزة 2012 (تونس العاصمة).
  -  ميدالية ذهبية في فردي التتابع للرجال للرجال في بطولة تونس للمبارزة 2011 (تونس العاصمة).
  -  ميدالية برونزية في فردي سيف الشيش للرجال في بطولة تونس للمبارزة 2011 (تونس العاصمة).
  -  ميدالية برونزية في سيف المبارزة للفرق للرجال في بطولة تونس للمبارزة 2010 (تونس العاصمة).
- دورة 7 نوفمبر:
  -  ميدالية برونزية في سيف المبارزة للفرق للرجالل في دورة 7 نوفمبر 2009 (المكنين).

## مقالات ذات صلة
- سارة بسباس
- عزة بسباس
- ريم بسباس
- هالة بسباس

## وصلات خارجية
- أحمد عزيز بسباس على موقع الاتحاد الدولي للمبارزة (الإنجليزية)

- صفحة أحمد عزيز بسباس على موقع الاتحاد الدولي للمبارزة.